# Hasbaya
Hasbaya ou Hasbaïa (arabe : حاصبيا) est une petite ville du Liban, chef-lieu d'un caza du même nom, Hasbaya ; elle est située à 58 km au sud-est de Beyrouth, au pied du Mont Hermon, lequel surplombe une vallée où le Jourdain prend sa source. C'est l'une des villes les plus anciennes et les plus importantes de la région de Jabal el Sheikh. Hasbaya est un site historique important mais la plupart de ses monuments antiques ont été détruits et n'ont pas survécu. Cette ville est surtout connue pour être le fief des Émirs Chehab, elle abrite la citadelle des Chehab.
Les ruines les plus anciennes datent de la période des Croisades. Après la conquête de la région par les émirs de Chehab en 1172, ils fortifièrent la tour carrée du fort des Croisés et le transformèrent en un grand palais semblable aux palais italiens et aux citadelles de la Renaissance. Sur les deux côtés de son entrée principale se trouve le lion, emblème de la famille Chehab. L'étage supérieur compte 65 chambres et la plus grande est décorée de magnifiques peintures murales. La mosquée a été construite au XIIIe siècle et possède un beau minaret hexagonal.
Hasbaya maintient ses traditions et ses ateliers produisent toujours des vêtements traditionnels tels que des abayas, des caftans et des turbans.
En direction de Marjeyun et de la Caza de Hasbaya (à 3 km de la ville), se trouve Souk al Khan, situé dans une pinède au croisement des routes Hasbaya, Rashaya, Kawkaba et Marjeyun. C'est là que se trouvent les ruines d'un vieux khan où Ali, fils de Fakhreddin Maan, a été tué au cours d'une bataille contre l'armée ottomane. Dans ce khan, un marché hebdomadaire populaire, qui se tient tous les mardis, est visité par des commerçants et des visiteurs de toute la région. Près de ce site coule le Hasbani, un affluent du Jourdain, qui est sous contrôle israélien. Sur les rives de cette rivière, on trouve des restaurants en plein air dispersés servant une cuisine libanaise et des truites.
Hasbaya est une ville mixte où se côtoient une majorité de Druzes, une minorité de chrétiens et une minorité sunnite. Il y avait autrefois quelques familles juives. La ville est caractérisée des deux côtés de la vallée par des terrasses d'oliviers et d'arbres fruitiers.

## La citadelle
La citadelle Chehab a été construite à Hasbaya au XIe siècle. Elle se situe près de Mont-Hermon et de la rivière Hasbani. Au Moyen Âge, la citadelle était une tour de guet puis, au XVIIe siècle, elle fut réhabilitée en un palais de type Renaissance italienne. En 1978 puis en 2000, l’armée israélienne bombarda la citadelle a plusieurs reprises ; cette dernière fut en partie endommagée puis réaménagée. 
À l’entrée de la citadelle, un grand portail de bois orné d’une sculpture de lion accueille les visiteurs. Le lion est l’emblème de la famille Chehab. Le palais possède 65 chambres ; la plus grande est décorée de peintures murales et de sculptures. La citadelle est encore habitée par des membres de la famille Chehab.

## Tourisme
Hasbaya est réputée pour sa culture des oliviers ainsi que ses sites culturels.
Chaque mardi un grand marché se tient à Hasbaya où de nombreux produits locaux sont vendus.
De septembre à décembre, se tient la récolte des olives. De nombreux habitants de la région se rendent à Hasbaya pour la récolte des olives et l’extraction de l’huile.
Près de la citadelle, se trouvent les ruines d'une ancienne mosquée de style arabe ancien.
Pour arriver à  Hasbaya, on passe par Baabdat, Salima et Hasbaya El Metn.[Où ?]
La ville constitue une étape sur le parcours du sentier de grande randonnée Lebanon Mountain Trail.

## Production agricole
Hasbaya est une ville de riche production agricole : pommes, 2 000 boîtes, pin, 5 tonnes, olives, 4 tonnes.[Quand ?]

## Climat à Hasbaya
Mois
| Max. / Min. (°C) | Pluie    | Jours    |
| Janvier          | 10° / 1° | 11 jours |
| Février          | 12°/ 2°  | 9 jours  |
| Mars             | 15°/ 4°  | 8 jours  |
| Avril            | 20°/ 7°  | 3jours   |
| Mai              | 26°/11°  | 1 jour   |
| Juin             | 30°/14°  | 0 jours  |
| Juillet          | 32°/17°  | 0 jours  |
| Aout             | 33°/17°  | 0 jours  |
| Septembre        | 30°/14°  | 0 jours  |
| Octobre          | 25°/11°  | 2 jours  |
| Novembre         | 18°/6°   | 6 jours  |
| Décembre         | 12°/2°   | 10 jours |

## Personnalités
- Farès al-Khoury, premier ministre de la Syrie (1944-1945, 1954-1958) ;
- Assad Kotaite, Secrétaire général de l'Organisation de l'aviation civile internationale (1970-1976), et Président du conseil (1976-2006) ;
- Assaad Hardan, homme politique libanais ;
- L'émir Khaled Chehab,  premier ministre et président du parlement du Liban entre 1935 et 1950.